# Серинові протеази

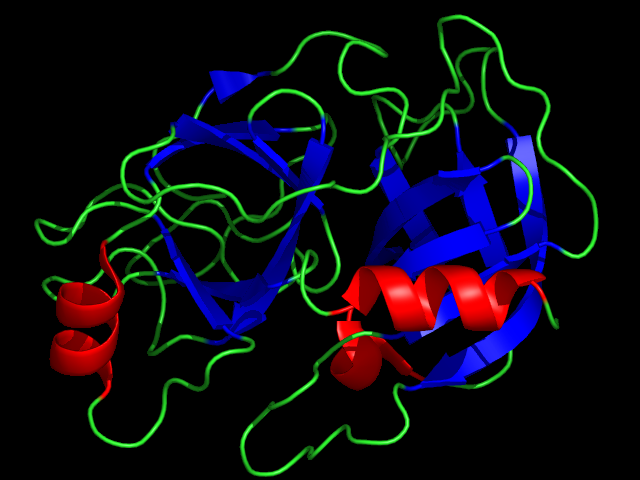
Трипсин — типова серинова протеаза

Серинові протеази, також серинові ендопептидази (КФ 3.4.21) — група ферментів, які каталізують процес деградації (протеоліз) білків на складові молекули α-амінокислот за допомогою гідролізу пептидного зв'язку. Основна відмінність від інших протеаз — наявність у своєму активному центрі амінокислоти серину.
Серинові протеази містяться як у багатоклітинних, так і в одноклітинних організмах, вони є як в еукаріотів, так і в прокаріотів. Їх поділяють на клани за особливостями структури, а клани в свою чергу діляться на сімейства, члени яких мають схожі послідовності.
Деякі інгібітори серинових ендопептідаз (наприклад, нарлапревір) мають клінічне значення, оскільки здатні пригнічувати реплікацію вірусів.